# Parametoxyamfetamin
Parametoxyamfetamin (PMA) je halucinogenní amfetamin. Byl považován za syntetickou látku připravenou v laboratoři, ale ukazuje se, že se vyskytuje ve stopových množstvích v akáciích Acacia berlandieri či v rostlině Browningia candelaris. Je nazýván mimo jiné také death (smrt). Často je nabízen jako extáze (MDMA), protože má velmi podobné účinky a jeho výroba je levnější, jenže je výrazně nebezpečnější.
Velmi podobnou látkou, ale se slabšími účinky je PMMA (parametoxymetamfetamin).

## Historie
Objevil se poprvé na začátku 70. let v USA a Kanadě a je mu připisováno několik případů úmrtí. Ačkoliv v 80. letech vymizel, počátkem let 90. se začal znovu objevovat, a to i v Evropě.

## Účinky
Účinky pod 50 mg jsou podobné účinkům extáze – zvýšené smyslové vnímání, pohyby očí, zvýšená srdeční činnost a krevní tlak, motání hlavy, svalové záškuby a podobně. Nad hranicí 50 mg (zvláště v kombinaci s dalšími drogami) může být PMA smrtelně nebezpečný a proto se dočkal přezdívky Death. Oběti si přitom často do poslední chvíle myslí, že užili (méně nebezpečnou) extázi. Stavy mohou vést k extrémním horečkám, měnícím se na svalové křeče, koma a následně úplné selhání orgánů.